# Eobrachychthonius similis
Eobrachychthonius similis är en kvalsterart som beskrevs av Sandór Mahunka 1979. Eobrachychthonius similis ingår i släktet Eobrachychthonius och familjen Brachychthoniidae. Inga underarter finns listade i Catalogue of Life.